# Badovinci (Bogatić, Srbija)
Badovinci je drugo po veličini selo u općina Bogatić u Republici Srbiji. Nalazi se u Središnjoj Srbiji, u blizini Šapca i spada u Mačvanski okrug. Oko tri kilometra je udaljeno u granice s Bosnom i Hercegovinom.
U bližoj prošlosti je bilo poznato mjesto crnog tržišta s Bosnom i Hercegovinom.

## Stanoništvo
Danas ima oko 5406 stanovnika.